# Aeroportul Regional Busselton
Aeroportul Regional Busselton (IATA: BQB, ICAO: YBLN) este un aeroport din Australia de Vest, Australia ce deservește zona Busselton⁠(d). Aeroportul a fost tranzitat în 2022 de 38.629 de pasageri.
Situat la o altitudine de 20 m, aeroportul dispune de o singură pistă.